# McLennan, Alberta
McLennan je mesto v severni Alberti (Kanada). Leta 2006 je imelo 824 prebivalcev.